# Вхід у змінному взутті
«Вхід У Змінному Взутті» (ВУЗВ) — український реп-гурт.

## Історія
Команду з нетиповою для хіп-хопу назвою «Вхід у Змінному Взутті» створили в 1989 році рівняни Олександр Стьоганов (Стеганoff) разом із Олександром Полевим (POLEVONZZI). До цього Стьоганов був учасником ВІГ «Цвіркуни», пізніше — ВІГ «Меридіан», а Олександр Полевий танцював брейкданс в студії «Ровесник» при місцевому палаці піонерів. Хлопці разом брали участь у гастролях та концертних програмах палацу, здружилися і мали бажання створити гурт. На початку колектив мав назву «J.M.S. AGet AGet».

### Червона рута
1995 року хлопці запросили до гурту Олега Тунєва і Романа Веркулича. В такому складі колектив успішно виступив на фестивалі «Червона Рута-95» (фестиваль проходив 25 днів в Севастополі, фінальні 3 дні конкурсу — в Сімферополі). Протягом цих днів учасники колективу представляли українську культуру й знайомилися з Кримом, його жителями, культурою, історією.
На фестивалі гурт виконав три пісні: «Сірко», «Україна», «То іди собі геть». Зроблена спеціально для фестивалю Ткачем, Тараном, Салиховим пісня «Сірко» стала хітом і отримала приз найкращого шлягеру фестивалю. Тоді гурт став дипломантом «Червоної Рути-95» і посів перше місце.

### Територія А
Наприкінці 1996 року гурт переїхав з Рівного до Києва, отримав контракт у своїх екс-земляків — творчого агентства «Територія А». Учасники вступили до столичного інституту культури. Того ж року з гурту йде Олександр Полевий. У колективі разом із Олександром Стьогановим працюють над створенням нових пісень Олег Тунєв і Роман Веркулич.
З 1995 по 1999 роки «Вхід у Змінному Взутті» давав по 20-30 концертів щомісяця. Не зважаючи на мізерні гонорари, учасники почувалися щасливими. На ICTV в ефір виходить перший кліп «Той день коли». Гурт їде з гастролями Україною.
Після повернення знімають другий кліп «Час минає». Після приїзду з чергових гастролей колектив береться за запис альбому. В Хмельницькому знімають кліп на пісню «Каролін». Співпраця з творчим агентством «Територія А» закінчилась випуском дебютного альбому «Планове засідання», який став найуспішнішою та найскандальнішою роботою колективу. Гурт став найпопулярнішим серед реп-гуртів.
1997 року Олег Тунєв переходить в гурт Олександра Полевого «Другий постріл» і записує треки «Один, два, три..» з гуртом «П'ятниця 21», «Україна», «Лови дупля», «Ні війні».
Альбом «Планове засідання» гурту за рейтингом NAC (Національна аудіо компанія), що його і випускала, був проданий накладом більше 100 тис. копій і став платиновим. Два тижні альбом випереджав у продажу альбом Ірини Білик «Фарби».
В 1998 році в ефірі з'являється кліп на пісню «Хтось Каже Так». Гурт їде на гастролі і пише новий альбом. Влітку 1998 року учасники втрапляють у серйозну ДТП і проходять курс лікування і реабілітації після важких травм.

### Кінець 1990-х
В 1998 році гурт випускає другий альбом «П'ять», що був записаний в Рівному на студії «Трембіта». В Хмельницькому було знято кліп на пісню «Just A Sad Song». Саме в той час хлопці знайомляться з Юрієм Горовим, і вигадують йому нік UGO, пізніше — з Олексієм Потапенком (Потап), колишнім учасником проєкту UGO.
В 1999 році Олександр Стьоганов випускає дві збірки: «В.У. З.В. — Найкраще 1996 —1998» і «Премося по-чорному». Того року у артистів розходяться погляди на музику, після цього Стьоганов їде до Сан-Франциско, поповнювати багаж знань та навичок в музичній сфері. Олег Тунєв йде з гурту в новий колектив «4К» (4Кімнати), Роман Веркулич іде до гурту «Samosaboyzz», Олександр Полевий (POLEVONZZI) створює «Другий Постріл». Проєкт «Вхід у Змінному Взутті» заморожується.

### 2000-ні
В 2001 році Олександр Стьоганов повертається до Києва. Музикант починає роботу над новим проєктом Jigga. Поки Олександр перебував в США, він отримав великий музичний досвід і багато знайомств в сфері шоу-бізнесу. В Америці він познайомився з Cypress Hill. Американський гурт дав дозвіл на використання своїх семплів в композиціях гурту «Вхід у Змінному Взутті».
В 2005 році оновлений склад гурту в складі Олексія Потапенка і Олександра Стьоганова разом з гуртами XS та New'Z'Cool взяли участь у створенні саундтрека до фільму «Штольня», випустив ремікс на пісню «Неділя-Понеділок» на диску-триб'юті Скрябіна.
2006 року випущено альбом «Просто» в стилі ритм-енд-блюз. Веркулич та інші музиканти вирішили виступати під назвою «Samosaboyzz». В їх двомовному російсько-українському репертуарі знайшлося місце і для переспівок старих хітів дев'яностих «Час, що минає» та «Каролін».
Гурт досі бере участь в фестивалях, опенейрах та музичних конкурсах. Учасники колективу організовують і активно беруть участь в благодійних акціях збору коштів для допомоги дітям.
2007 року Потап йде з колективу і підписує контракт з «Music Motors». Починає працювати з Анастасією Каменських.
Олександр Стьоганов отримує освіту за спеціальністю «Продюсер ТВ-програм», закінчує з дипломом Інтершколу. Цього часу Олександру пропонують контракт з «Dress Code», щоб він допоміг «розкрутити» молодий колектив. Після співпраці з «Dress Code» Олександр Стьоганов продовжує діяльність як кліпмейкер, режисер реклами, продакшн та автор пісень. Олександр пише пісні для Марини Одольскої, lourdes, Антона Лірника, для гуртів «Время и стекло» та «Степ», для Юрка Юрченка (гурт «Юркеш»), для колективу «Життя» (Житомир) тощо.
Разом з Русланом Квінтою, автором пісні «Одна калина», пишуть для OKSI.
В той же час створюється пісня «Провода» для Віталія Козловського. За час своєї професійної творчої діяльності Стьоганов зняв більше ніж 50 відеокліпів.

### 2010-ті
З 2010 по 2013 роки Олександр Стьоганов — піонер українського шоу-бізнесу, що став автором популярних пісень Потапа, гуртів «Дресс Код», «Вхід у Змінному Взутті», Віктора Павлика, інших українських виконавців — отримав пропозицію від Руслана Мінжинського взяти участь в проєкті «3:15». Олександр активно почав роботу над проєктом, однак під час кризи та революції Руслан Мінжинський (продюсер центру Music Motors) не зміг займатись проєктом «3:15». Тоді довелось доволі важко усім музикантам, що співають винятково українською. Через політичні міркування, раніше частково відкритий російський ринок відтоді зачинений для українців.

### 2024: Новий реліз
У листопаді 2024 року гурт випустив The Best, Vol. 2 — збірку з 15 ремастерених хітів, що вийшла як лімітований вініл у кольоровому обмеженому накладі 300 примірників.

## Учасники гурту
В 2013—2014 році, з початку Євромайдану, Олександр Стьоганов не боявся висловлювати свою громадянську позицію. Артист та його сім'я брали активну участь в протестах проти влади Януковича. Олександр патрулював Київ під час загрози зіткнень та провокацій, допомагав активістам медикаментами, теплими речами та їжею, підтримував бойовий дух патріотів виступами. Він провів немало часу тоді на Майдані[ангажоване джерело].
Після довгого творчого мовчання Олександр Стьоганов почав роботу над альбомом із робочою назвою «ВУЗВ 2015». Станом на 2023 рік альбом не вийшов.

## Учасники групи
- Олександр Стьоганов (Стеганoff)
- Олександр Полевий (POLEVONZZI)
- Роман Веркулич
- Олег Тунєв
- Олексій Потапенко (Потап)

## Альбоми
- Планове засідання (1997)
- П'ять (1999)
- Вхід у змінному взутті. Найкраще 1996—1998 (2001)
- Просто (2006)
- For Ever (2016)
- The Best (2022)[4]

## Кліпи
- Бо вже той день, коли…
- Час, що минає
- Каролін
- Хтось каже так
- Пригадай
- Just a sad song
- Штольня
- Просто супер